# Agonoize
Agonoize est un groupe allemand de musique électronique, originaire de Berlin.

## Histoire
Le groupe est formé en 2002 par Mike Johnson et Olivier Senger. Par la suite, Chris L. les rejoint afin d'assurer les chants lors des performances lives. Ce groupe fait partie du mouvement aggrotech. Leur premier concert a lieu le 11 avril 2004 lors du festival annuel Dark City à Édimbourg, aux côtés de VNV Nation, Gothminister, NFD, et Seize, entre autres. C'est un succès et ils sont dès lors propulsés à la 7e place du Deutsches Alternative Charts, conservant cette place durant huit semaines. À la suite de cela, ils sortent Assimilation: Chapter One toujours en 2004, puis Assimilation: Chapter Two en 2006, 999 en 2005 et Sieben en 2007. En 2009, ils sortent l'album Hexakosioihexekontahexa.
En 2021, l'album Revelation Six Six Sick fait à nouveau entrer Agonoize dans les charts allemands à la 41e place.

## Style musical
Agonoize appartient au genre aggrotech, parfois aussi appelé hellectro. Il combine principalement des rythmes rapides et technoïdes et des leads de type trance avec des voix fortement déformées. La base musicale d'Agonoize est constituée de deux synthétiseurs, les guitares sont totalement absentes. Les textes des premiers albums sont écrits en anglais et en allemand, mais à partir de 999, les textes allemands sont au premier plan. Ils sont parfois provocateurs et traitent souvent du mal, de la résistance à la société (Staatsfeind) et sont parfois accompagnés d'expressions obscènes (Koprolalie). Lors des concerts, Agonoize utilise du faux sang et du faux sperme.

## Discographie

### Albums studio
- 2004 : Assimilation: Chapter One
- 2005 : V.2: Evil Gets an Upgrade
- 2005 : 999
- 2006 : Assimilation: Chapter Two
- 2007 : Sieben
- 2009 : Hexakosioihexekontahexa
- 2014 : Apokalypse
- 2014 : Reborn In Darkness – The Bloody Years 2003-2014
- 2019 : Midget Vampire Porn
- 2021 : Revelation Six Six Sick

### EP et singles
- 2003 : Paranoid Destruction
- 2004 : Open the Gates to Paradise
- 2006 : Ultraviolent Six
- 2008 : For the Sick and Disturbed
- 2009 : Bis das Blut gefriert
- 2009 : Alarmstufe Rot
- 2012 : Wahre Liebe
- 2014 : Apokalypse
- 2019 : Blutgruppe Jesus (-) / Schmerzpervers 2.0
- 2020 : A Vampire Tale